# Christian Hee Hwass
Christian Hee Hwass (1731–1803) var en dansk malakolog, der huskes for sit arbejde inden for conchologi.
Om end Hwass var født i Danmark, udførte han sit mest betydelige arbejde i Frankrig. Han flyttede til Paris i 1780 og senere Auteuil (nu en del af Paris) i 1794. I Frankrig samarbejdede han med blandt andet Jean-Baptiste Lamarck og Heinrich Christian Friedrich Schumacher (1757–1830), der lige som Hwass var dansk.
Hwass huskes for sin skalsamling, der omfattede talrige sjældne eksemplarer. Mange europæiske forskere brugte samlingen som et opslagsværk til grundlag for deres personlige publikationer. Hwass' mest kendte skriftlige arbejde var udgivelsen af Encyclopedie Methodique fra 1792. Selvom hans ven, Jean Guillaume Bruguière (1750–1798) ofte krediteres som forfatter af encyklopædien, blev hovedparten af arbejdet udført af Hwass.

## Eksterne links
- Dodge H. (1946). "Et brev vedrørende keglerne fra Hwass og andre samlinger i Schweiz". The Nautilus 59 (3): 97 -101.